# Liqeni i Ulzës
Liqeni i Ulzës är en reservoar i Albanien. Den ligger i den norra delen av landet, 40 km norr om huvudstaden Tirana. Liqeni i Ulzës ligger 122 meter över havet. Arean är 8,6 kvadratkilometer. Den sträcker sig 4,9 kilometer i nord-sydlig riktning, och 8,1 kilometer i öst-västlig riktning.
Omgivningarna runt Liqeni i Ulzës är en mosaik av jordbruksmark och naturlig växtlighet.  Runt Liqeni i Ulzës är det ganska tätbefolkat, med 54 invånare per kvadratkilometer.